# Pycnomerus terebrans
Pycnomerus terebrans is een keversoort uit de familie somberkevers (Zopheridae). De wetenschappelijke naam van de soort werd in 1790 gepubliceerd door Guillaume-Antoine Olivier.